# AT&T T-4S
O AT&T T-4S (anteriormente chamado de DirecTV-4S) foi um satélite de comunicação geoestacionário construído pela Boeing que esteve localizado na posição orbital de 101,2 graus de longitude oeste e foi operado inicialmente pela DirecTV e posteriormente pela AT&T. O satélite foi baseado na plataforma BSS-601HP e sua expectativa de vida útil era de 15 anos.

## Lançamento
O satélite foi lançado com sucesso ao espaço no dia 27 de novembro de 2001, por meio de um veículo Ariane-44LP H10-3, a partir do Centro Espacial de Kourou, na Guiana Francesa. Ele tinha uma massa de lançamento de 4.260 kg.

## Capacidade e cobertura
O AT&T T-4S era equipado com 48 transponders de banda Ku para prestar serviços de telecomunicações a América do Norte.